# Jesperhus
 (février 2023).
Si vous disposez d'ouvrages ou d'articles de référence ou si vous connaissez des sites web de qualité traitant du thème abordé ici, merci de compléter l'article en donnant les références utiles à sa vérifiabilité et en les liant à la section « Notes et références ».

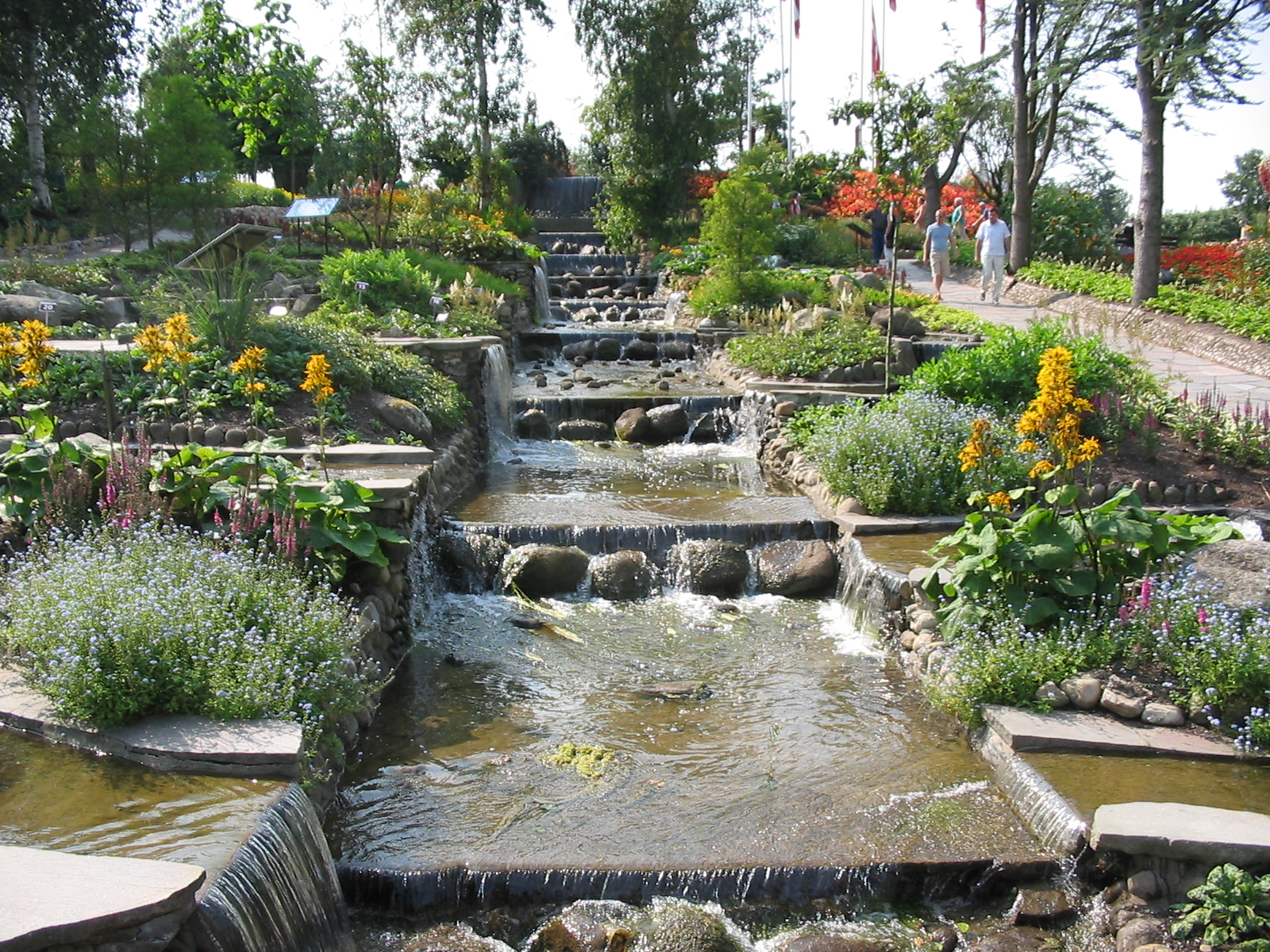
Une fontaine du parc floral de Jesperhus.

Jesperhus est un parc de loisirs danois situé près de Legind Bjerg, au sud de Nykøbing Mors. Fondé [Quand ?], il comprend un important parc floral.